# Absidia
Absidia je oportunistička gljivica sa širokim, nepregrađenim hifama, koje se mogu naći u zemljištu, hlebu i trulom voću. Kolonije dijametra 3–9 cm, su sivo bele boje, brzo rastu i poseduju stolone — micelsko vlakno koje spaja sporangiofore. Uzrokuju bolest zigomikozu.

## Sinonimi
- Proabsidia.[5]
- Protoabsidia.[6]
- Pseudoabsidia.[7]
- Tieghemella.[8]

## Vrste
- Absidia aegyptiaca
- Absidia anomala
- Absidia atrospora
- Absidia caerulea
- Absidia californica
- Absidia clavata
- Absidia cuneospora
- Absidia cylindrospora
- Absidia dubia
- Absidia fassatiae
- Absidia glauca
- Absidia griseola
- Absidia heterospora
- Absidia idahoensis
- Absidia inflata
- Absidia macrospora
- Absidia narayanai
- Absidia pseudocylindrospora
- Absidia psychrophilia
- Absidia reflexa
- Absidia repens
- Absidia spinosa
- Absidia tuneta
- Absidia ushtrina

## Patološki (medicinski) značaj
Absidia ima medicinski značaj jer uzrokuju bolest zigomikozu, čija se klinička slika može različito manifestovati, u zavisnosti od mesta ulaska gljivice i faktora rizika koji je doveo do oboljenja.

### Put prenošenja i faktori rizika
Većina bolesnika inficiranih Absidiom je prethodno bila sa oslabljenim imunitetom.
Najčešći faktori rizika za prenošenje bolesti su: 
- Zapuštna ili nekontrolisana šečerna bolest
- Leukemija,
- Limfomi,
- Transplantacija organa,
- Korišćenje kortikosteroida ili deferoksamina,
- Metabolička acidoza,
- Teška i dugotrajna neutropenija.

## Literatura
- Bainier, G. (1903). „Sur quelques espéces de Mucorinées nouvelles ou peu connes”. Bulletin de la Société mycologique de France. 19: 153—172.
- „Mycocladus verticillatus (gen. nov. sp. nov.)”. 3. 1990: 162—180.
- Berlèse, A.N., and J.B. De Toni. 1888. Phycomyceteae, pp. 181–322. In. P.A. Saccardo’s Sylloge fungorum. R. Friedländer & Sohn, Berlin, Germany.
- Chen, G.-q., and R.-y. Zheng. (1998). „A new thermophilic variety of Absidia idahoensis from China”. Mycotaxon. 69: 173—179.
- Ellis, D.H. 1998. The Zygomycetes, pp. 247–277. In: L. Ajello, and R.J. Hay (Eds.). Medical mycology. Vol. 4. Topley & Wilson’s Microbiology and microbial infections. 9th Ed. Oxford University Press, Inc., New York
- Ellis, J.J., and C.W. Hesseltine. (1965). „The genus Absidia: globose-spored species”. Mycologia. 57 (2): 222—235. doi:10.1080/00275514.1965.12018205.
- Ellis, J.J., and C.W. Hesseltine (1966). „Species of Absidia with ovoid sporangiospores II”. Sabouraudia. 5 (1): 59—77. PMID 5963263. doi:10.1080/00362176785190111.
- Hesseltine, C.W., and J. J. Ellis. (1961). „Notes on Mucorales, especially Absidia”. Mycologia. 53 (4): 406—426. doi:10.1080/00275514.1961.12017970.
- Hesseltine, C.W., and J. J. Ellis. (1964). „The genus Absidia: Gongronella and cylindrical-spored species of Absidia”. Mycologia. 56 (4): 568—601. doi:10.1080/00275514.1964.12018145.
- Hesseltine, C.W., and J. J. Ellis (1966). „Species of Absidia with ovoid sporangiospores I”. Mycologia. 58 (5): 761—785. doi:10.1080/00275514.1966.12018369.
- Hesseltine, C.W., M.K. Mahoney, and S.W. Peterson. (1990). „A new species of Absidia from an alkalai bee brood chamber”. Mycologia. 82 (4): 523—526. doi:10.1080/00275514.1990.12025920.
- Hoffmann, K.; Discher, S.; Voigt K. (2007). „Revision of the genus Absidia (Mucorales, Zygomycetes) based on physiological, phylogenetic, and morphological characters; thermotolerant Absidia spp. Form a coherent group, Mycocladiaceae fam. Nov.”. Mycological Research. 111 (Pt 10): 1169—1183. PMID 17997297. doi:10.1016/j.mycres.2007.07.002.
- Hoffman, K. and K. Voigt. 2009. Absidia parricida plays a dominant role in biotrophic fusion parasitism among mucoralean fungi (Zygomycetes): Lentamyces, a new genus for A. parricida and A. Plant Biology. 10: 537—554. Недостаје или је празан параметар |title= (помоћ)
- Moreau, M. (1949). „Quelques Mucorinées de Madacascar”. Bulletin de la Société mycologique de France. 65: 142—151.
- Naumov, N. A. 1935. Opredelitel Mukorovych ( Mucorales ). Second Rev. Ed. Bot. Inst. Acad. Sci. U. S. S. R., Moscow and Leningrad. 140 p. (In Russian).
- Naumov, N. A. 1939. Clés des Mucorinées ( Mucorales ). Encycl. Mycol. Vol. 9. Paul Lechevalier, Editeur, Paris (1935 Russian ed. transl. by S. Buchet and I. Mouraviev.). 137 + xxxvi p.
- Rall, Gloria; Solheim, W. G. (1964). „A variety of Absidia isolated from Comandra pallida”. Mycologia. 56: 99—102. doi:10.1080/00275514.1964.12018086.
- Schipper, M.A.A. 1990. Notes on Mucorales—I. „Observations on Absidia”. Persoonia. 14: 133—149.
- Van Tieghem, P. (1878). „Troisième mémoire sur les Mucorinées”. Ann Sci Nat Bot Sér VI. 4: 312—399.
- Váňová, Marie (1968). „Contribution to the taxonomy of the genus Absidia (Mucorales) I. Absidia macrospora sp. Nov.”. Česká Mykol. 22 (4): 296—300. doi:10.33585/cmy.22406.
- Váňová, Marie (1971). „Contribution to the taxonomy of the genus Absidia (Mucorales) III. Absidia fassatiae spec. Nov.”. Česká Mykol. 25 (3): 173—176. doi:10.33585/cmy.25309.
- Váňová, Marie (1980). „Genus Absidia van Tiegh (Mucorales) in Czechoslovakia. I.”. Česká Mykol. 34 (3): 113—122. doi:10.33585/cmy.34301.
- Váňová, Marie (1983). „Genus Absidia van Tiegh. (Mucorales) in Czechoslovakia. II.”. Česká Mykol. 37 (3): 151—171. doi:10.33585/cmy.37302.
- Voigt, K., E (1999). „Cigelnik, and K. O'Donnell. 1999. Phylogeny and PCR identification of clinically important Zygomycetes based on nuclear ribosomal-DNA sequence data”. Journal of Clinical Microbiology. 37 (12): 3957—3964. PMC 85855 . PMID 10565914. doi:10.1128/JCM.37.12.3957-3964.1999.
- Vuillemin, P. (1903a). „Importance taxonomique de l'appareil zygosporé des Mucorinées”. Bulletin de la Société mycologique de France. 19: 106—118.
- Vuillemin, P. (1903b). „Le genre Tieghemella et la série de Absidées”. Bulletin de la Société mycologique de France. 19: 119—127.

## Spoljašnje veze
- Genus Absidia account (језик: енглески)
- „Doctor Fungus fact sheet”. Архивирано из оригинала 03. 05. 2013. г. (језик: енглески)
- „Mycology Online: A. corymbifera”. Архивирано из оригинала 20. 09. 2007. г. (језик: енглески)

|  | Molimo Vas, obratite pažnju na važno upozorenje u vezi sa temama iz oblasti medicine (zdravlja). |